# Braula coeca
Il pidocchio delle api (Braula coeca Nitzsch, 1818), è un dittero della famiglia dei Braulidae (Brachycera: Schizophora). Impropriamente considerato parassita delle api, in realtà è un organismo commensale e, in genere, poco dannoso.

## Descrizione

### Adulto
L'adulto è di piccole dimensioni, lungo 1-1,7 mm. Il corpo è depresso in senso dorso-ventrale e, visto dal dorso, ha una sagoma ovale e tozza, con capo leggermente più largo del torace ma più stretto dell'addome. Il tegumento è robusto e presenta un folto rivestimento di setole, in particolare sulle parti dorsali di tutte le regioni e sulle zampe.
Il capo presenta un particolare sviluppo in larghezza, è prognato e privo di occhi e ocelli, con sutura frontale e sutura fronto-clipeale ben sviluppate ed evidenti. Fronte e clipeo ampi. Le antenne sono brevi e di tipo aristato, inserite quasi ai lati del capo e piuttosto distanziate tra loro; in fase di riposo sono alloggiate in un incavo. Lo scapo è molto piccolo, il pedicello e il primo flagellomero sono subglobosi e approssimativamente delle stesse dimensioni. Il pedicello porta una setola dorsale e numerose setole ventrali più piccole. L'arista è breve e ingrossata, composta da un solo segmento, e si inserisce dorsalmente sul primo flagellomero. Dietro l'inserzione delle antenne sono presenti due macchie oculari, in sostituzione degli occhi, che si presentano come due piccole areole più lucide e sclerificate. L'apparato boccale è di tipo lambente succhiante, con labbro inferiore corto e terminante in due espansioni carnose (labella).
Il torace è tozzo e compatto con morfologia semplice per la riduzione del numero di scleriti. Lo scutello è assente e mesonoto e metanoto sono simili ai tergiti addominali. La chetotassi è complessa e non è riconducibile agli schemi tipici dei Muscomorfi; sono particolarmente evidenziate le setole delle due fasce dorso-laterali, che si presentano mediamente più lunghe delle altre, mentre la regione pleurale è glabra. Ali e bilancieri del tutto assenti.
Le zampe sono robuste e lunghe rispetto al corpo, con coxe medie e posteriori distanziate trasversalmente e femori ingrossati e robusti. tarsi appiattiti, composti da 5 articoli corti e larghi. Pretarsi con unghie trasformate in pettini, ciascuno composto da 11-16 denti ricurvi, pulvilli evidenti e peduncolati, empodio assente.
L'addome è ampio, composto da 5 uriti apparenti. Il primo tergite è fuso con il secondo e, ventralmente, sono fusi i primi due sterniti. Lateralmente sono presenti scleriti pleurali detti laterotergiti, che si estendono fino alla zona latero-ventrale, con conseguente riduzione dello sviluppo in larghezza degli sterniti.

### Stadi giovanili
L'uovo è bianco, di forma ovale, con due bordi laterali, paralleli all'occhio maggiore dell'uovo. La grandezza media, senza i bordi, è da 0,78 a 0,81 mm od anche da 0,28 a 0,33 mm. Includendo i bordi, un uovo tipico medio è di 0,84 mm o 0,42 mm.
La larva è apoda e metapneusta. Il corpo è cilindrico, lungo circa 2 mm nella terza età, leggermente più stretto nella parte anteriore e ampio e arrotondato all'estremità caudale. Sul tegumento sono presenti brevi processi dorsali sul capo, sui tre segmenti toracici, sul primo segmento addominale e sull'ultimo; questi processi sono allineati a formare una serie trasversale (due nel primo segmento toracico) che si estende dorsalmente da un lato all'altro del segmento.
La pupa è racchiusa in un trasparente pupario rudimentale formato dalle spoglie della larva di 3ª età. È di colore bianco crema e ha dimensioni di 1,4-1,7 mm di larghezza e 0,5-0,75 mm di altezza.

## Biologia
In letteratura, le prime note riguardanti la Braula coeca si devono a Ferchault de Réaumur (1740), che ne studiò l'interazione con l'ape, producendo anche una descrizione e delle illustrazioni. Diversi Autori si sono successivamente interessati a questa specie, sia nell'Ottocento sia nel Novecento, dando ulteriori contributi alla conoscenza di questo singolare dittero.

### Relazione trofica con le api

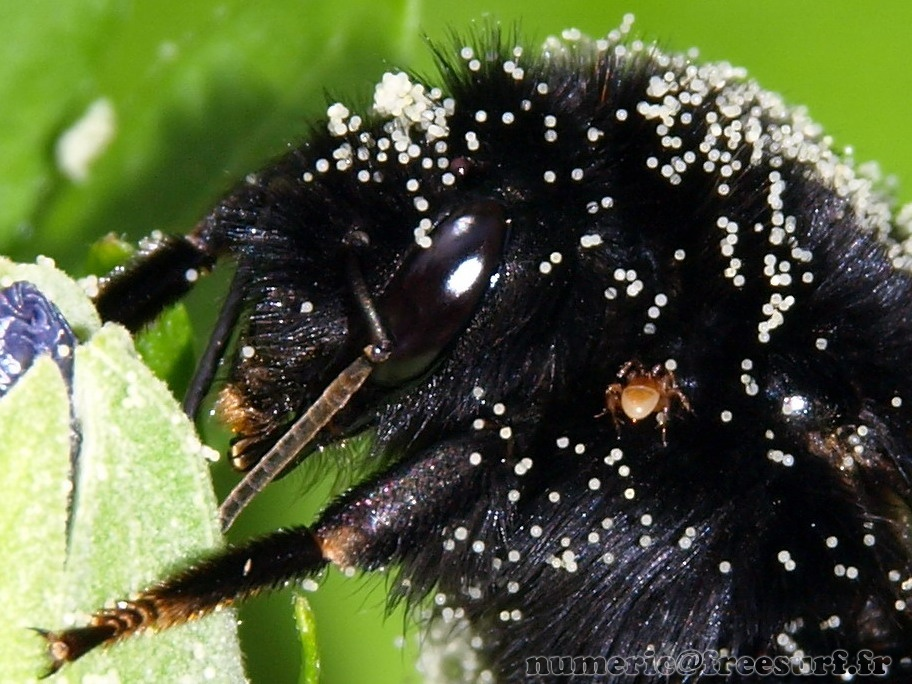
Un insetto attaccato da Braula coeca

L'intero ciclo vitale si svolge all'interno dell'alveare in un rapporto di commensalismo con l'ape: le larve si sviluppano a spese della cera degli opercoli, principalmente nei telaini da miele, gli adulti come cleptoparassiti, in quanto vivono aggrappati all'ospite sottraendogli il cibo direttamente dalla cavità boccale, alla base della ligula.
Le larve scavano, nello spessore della cera degli opercoli, una mina filiforme, dello spessore di circa 1 mm, che, con il procedere dello sviluppo, si estende tortuosa interessando più celle. L'alimento è composto da cera, granuli di polline, miele e detriti organici inglobati nella cera.
Gli adulti si aggrappano saldamente all'ospite sfruttando la particolare conformazione delle unghie; in genere si insediano nella zona dorsale fra il torace e l'addome, ma sono in grado di spostarsi rapidamente sia per alimentarsi sia per spostarsi su un altro ospite. Durante l'alimentazione si posizionano alla base degli annessi boccali dell'ape, sulle mandibole o sul labbro inferiore, e carpiscono i cibi liquidi frammisti a saliva introducendo il loro apparato boccale nel cibarium dell'ape. Sono attaccate sia la regina sia le operaie, ma con un rapporto di preferenza nei confronti della regina: infatti, sulle operaie si trovano in genere 1-3 individui, ma sulla regina, in media, 10-15 individui o, eccezionalmente, oltre 30.

### Ciclo
Braula coeca è una specie a ciclo univoltino, con svernamento allo stadio di adulto. Gli accoppiamenti si svolgono in primavera e le ovodeposizioni iniziano nel mese di maggio per protrarsi fino a tutto il mese di luglio.
Le uova sono deposte sulla superficie interna degli opercoli, generalmente nelle celle da miele; possono essere deposte anche in altri siti, ma lo sviluppo procederebbe solo dalle ovodeposizioni in corrispondenza delle celle opercolate. La durata dell'incubazione dura da 2 a 7 giorni, in funzione della temperatura. Lo sviluppo si svolge con quattro mute, passando attraverso tre stadi di larva e uno di pupa, in tempi dipendenti dalla temperatura: le larve completano il loro sviluppo in 7-11 giorni, mentre la durata della ninfosi è dell'ordine di 1-3 giorni. Al termine dello sviluppo, la larva prepara la via d'uscita per l'adulto erodendo la parete della mina fino a lasciare un sottile opercolo di forma circolare.
Una volta sfarfallati, gli adulti cercano subito un ospite. La loro mobilità consente lo spostamento da un ospite ad un altro e, in particolare in tarda estate o all'inizio dell'autunno, si osserva una concentrazione di braule sulla regina. Il motivo di questa preferenza di carattere nutrizionale, in quanto i Braulidi prediligono la gelatina reale con cui viene alimentata la regina.

## Distribuzione
Braula coeca è di probabile origine paleartica o afrotropicale, ma non vi sono certezze in merito alla regione da cui si propagò la specie. La presenza di altre specie del genere Braula in Africa fa ipotizzare che la specie abbia avuto origine in questo continente e che si sia diffusa, in epoche remote nel continente euroasiatico. Attualmente, con la diffusione mondiale dell'apicoltura, questo commensale delle api è virtualmente cosmopolita. È infatti presente in tutte le regioni zoogeografiche, per quanto vi siano, nel loro interno, regioni più o meno vaste in cui la braula è assente o, comunque, non segnalata. 
La distribuzione del braulide è la seguente:
- Africa: Congo, Egitto e Marocco.
- Asia: India, Russia e Israele.
- Australia: Tasmania.
- Europa: nella gran parte.
- America del Sud: Argentina, Cile, Brasile, Trinidad e Tobago, Venezuela.
- America del Nord: Stati Uniti orientali e Midwest.

In Italia è presente al nord, nella penisola e in Sicilia.

## Danni
La dannosità della Braula coeca si identifica nei seguenti elementi:
- La singola ape è irritata dalla presenza delle braule e può essere disturbata nello svolgimento delle sue funzioni in quanto incapace, da sola, di disfarsi degli indesiderati inquilini. Il disturbo causato dalle braule è correlato al numero di individui che si insediano su un ospite. Si presenta perciò particolarmente intenso solo sulla regina, l'unico individuo sul quale può insediarsi un numero elevato di ditteri.
- La sottrazione dell'alimento dall'apparato boccale dell'ape può provocare uno stato di denutrizione in caso di elevato numero di individui associati ad un ospite. Anche in questo caso i rischi sono concreti solo nelle infestazioni a carico della regina.
- Il livello della popolazione delle larve in estate è direttamente correlato alla popolazione di braule adulte svernanti, perciò ad un elevato numero di larve segue, nella stagione successiva, un'infestazione più intensa di braule adulte.

Per i motivi sopra esposti, la Braula coeca è, a tutti gli effetti, un'avversità delle api, ma è opinione comune che nell'ordinarietà dei casi i danni economici siano irrilevanti: la braula, infatti, non è un parassita, perciò non danneggia direttamente l'ospite e la sottrazione di alimento non sortisce effetti degni di rilevanza. Il disturbo causato all'ospite ha ripercussioni sul comportamento del singolo individuo, ma nel complesso la funzionalità della colonia non viene compromessa a meno di intense infestazioni. L'entità del danno va dunque messa in relazione con il grado di infestazione e, fondamentalmente, con il numero di braule insediate sulla regina: un elevato numero di inquilini ne provoca uno stato di sottoalimentazione che avrà ripercussioni sulla fecondità della regina o sulla sua stessa capacità di sopravvivenza.
La dannosità delle larve va vista invece solo in prospettiva: i danni diretti causati dalle larve sono marginali anche in caso di elevate infestazioni. Massicce infestazioni si possono però considerare preoccupanti, in quanto aumenta la probabilità che gli adulti si possano insediare in numero elevato sulla regina.

## Metodi di difesa
La lotta mirata si può eseguire con trattamenti di fumigazione a base di estratto di tabacco: il fumo causa il distacco delle braule, che possono essere raccolte su un foglio disteso sul fondo dell'arnia e definitivamente allontanate dalla colonia. Questi interventi sono giustificati solo quando, in presenza di gravi infestazioni, si prevede un eccessivo indebolimento della famiglia. I trattamenti chimici finalizzati al controllo della Varroa hanno inoltre effetto anche sulle braule.
In sede di prevenzione, la difesa dalle braule si pratica abbattendo la popolazione di larve con semplici accorgimenti: in estate, preferibilmente nel mese di luglio, si rimuovono i telaini, che vengono disopercolati in occasione della smielatura. Con questa semplice tecnica è possibile ridurre il potenziale riproduttivo del braulide nella primavera successiva. Altri accorgimenti, che si collocano in una pratica generica di igiene e profilassi, consistono nella periodica sostituzione dei telai da covata e nell'uso di telai sani.